# Colpo di scena a Cactus Creek
Colpo di scena a Cactus Creek (Curtain Call at Cactus Creek) è un film del 1950 diretto da Charles Lamont.
È una commedia western statunitense con Donald O'Connor, Gale Storm, Vincent Price e Walter Brennan.

## Produzione
Il film, diretto da Charles Lamont su una sceneggiatura di Oscar Brodney e Howard Dimsdale con il soggetto dello stesso Dimsdale e di Stanley Roberts, fu prodotto da Robert Arthur per la Universal International Pictures e girato negli Universal Studios a Universal City in California

## Distribuzione
Il film fu distribuito negli Stati Uniti dal 25 maggio 1950 al cinema dalla Universal Pictures.
Alcune delle uscite internazionali sono state:
- in Finlandia il 9 febbraio 1951 (Lainsuojaton vastoin tahtoaan)
- in Svezia il 9 aprile 1951 (Vilda västerns 'skräck')
- in Portogallo il 28 giugno 1952 (O Sr. Faz-Tudo)
- in Germania Ovest (Ärger in Cactus Creek)
- nel Regno Unito (Take the Stage)
- in Italia (Colpo di scena a Cactus Creek)

## Critica
Secondo il Morandini "Lamont ha messo insieme una divertente lettura del film western" e il film si rivela, nonostante sia "grossolano" a livello di farsa, esilarante.